# Nuno Santos (football, 1973)
Pour les articles homonymes, voir Nuno Santos.
Nuno Santos, de son nom complet Nuno Luís Costa Santos, né le 20 avril 1973 à Setúbal, est un footballeur portugais ayant évolué au poste de gardien de but.

## Biographie

### Joueur
Né à Setúbal, Nuno Santos fait ses débuts professionnels avec le club de sa ville natale, le Vitória Setúbal. Il est également prêté à deux clubs modestes, le Caldas et le Operário. Ses performances lors de la saison 1997–1998 en Primeira Liga attirent l’attention du Leeds United,. Toutefois, il ne dispute aucun match officiel avec le club anglais de Premier League, et retourne au pays en rejoignant le SL Benfica.
Durant son passage à Lisbonne, Santos reste la plupart du temps troisième gardien dans la hiérarchie. Il est à nouveau prêté à plusieurs reprises, notamment au CD Badajoz en Espagne, sans disputer de rencontre en Segunda División lors de ses quatre mois sur place. Libéré par Benfica en juin 2004 après un prêt d’une saison au Vitória Setúbal, il se stabilise au CD Santa Clara – un club qu’il avait déjà représenté en prêt depuis Benfica – où il est titulaire deux saisons sur trois durant son séjour aux Açores,.
Après une année passée en Amérique du Nord, où il joue pour les Rochester Raging Rhinos et le Toronto FC, Santos revient au Portugal et dispute un peu plus de la moitié des matchs de championnat avec le Gondomar SC, qui est relégué de la Liga de Honra à l'issue de la saison 2008–2009. Lors de l’intersaison, il descend en troisième division et rejoint le FC Arouca.
Au total dans sa carrière, il dispute 66 matchs en première division portugaise.

### Entraîneur des gardiens
Après avoir pris sa retraite à l’âge de 39 ans, Santos devient entraîneur des gardiens de but de l’équipe nationale du Canada. En 2018, il rejoint le Lille OSC en Ligue 1 en tant qu'entraîneur des gardiens,.
En novembre 2019, il rejoint le club anglais de Tottenham Hotspur dans le même rôle. Le 19 avril 2021, à la suite du limogeage de l’entraîneur José Mourinho, l’ensemble du staff technique est remercié.
Le 7 avril 2022, alors qu’il est entraîneur des gardiens à l’AS Roma, il est impliqué dans une altercation avec l’entraîneur principal du FK Bodø/Glimt, à l’issue d’un match de quart de finale de la Ligue Europa Conférence.